# Faubourg de Laon
Le  Faubourg de Laon  était un quartier historique de Reims.
Il était situé au Sud de la ville, en périphérie de la deuxième enceinte médiévale et dans le prolongement du Cardo maximus (axe nord-sud).
Le périmètre du faubourg de Laon, notion qui n’est plus utilisée de nos jours, est intégré au quartier Quartier Laon - Neufchâtel - Orgeval à Reims définit pour les conseils de quartiers.

## Histoire
Comme les autres Faubourg de Reims, le faubourg de Laon est rasé une première fois en 1358 avant le siège de Reims par le roi Edouart III d’Angleterre qui voulait se faire sacrer Roi de France à Reims.
L'Église Saint-Thomas de Reims, a été bâtie au milieu du XIXe siècle, dans un style imitant le gothique, sous le patronage du cardinal Thomas Gousset qu’il a consacrée le 21 avril 1864.
En 1872, l'Entreprise des omnibus de Reims, exploite dès le mois de juin une ligne, de l'église Saint-Thomas à la porte Dieu-Lumière.
Le développement du réseau de chemin de fer autour de Reims, attire un nombre important d’ouvriers qui vont se concentrer dans les faubourgs de Laon et de Vesle.
En 1889, le nombre croissant d’habitants du faubourg de Laon conduit à son détachement du Canton 3 de Reims et la création du Canton 4 avec Clairmarais.
En 1899, le cimetière de Laon  dans l’actuelle avenue de Laon est créé au n°452.
Un dépôt de tramway sera construit sur l’actuelle Avenue de Laon mais partiellement détruit pendant la grande guerre.
En 1906, un grand égout de décharge permit l’assainissement des faubourgs de Cérès et de Laon.
Une nouvelle église Saint-Benoît, en remplacement d’une chapelle, annexe de l’église Saint-Thomas, est reconstruite par l'entreprise Dubois et Blondet, en 1911, sur les plans de l'architecte de la bibliothèque Carnegie Max Sainsaulieu.

L’ancienne rue du Faubourg de Laon rebaptisée en 1885 en Avenue de Laon, en est l’artère historique.

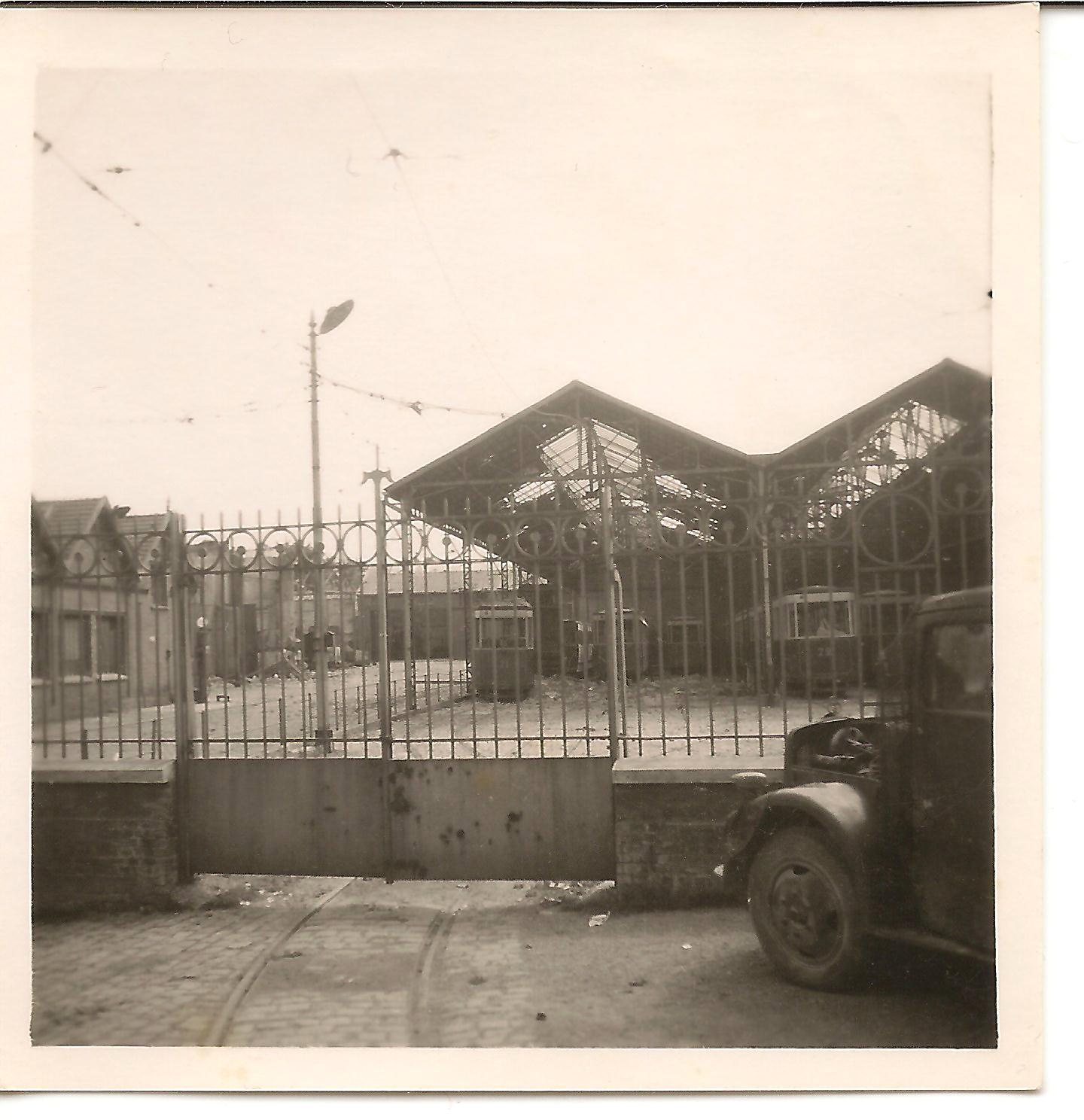
Dépôt du Tramway de Reims en 1940.
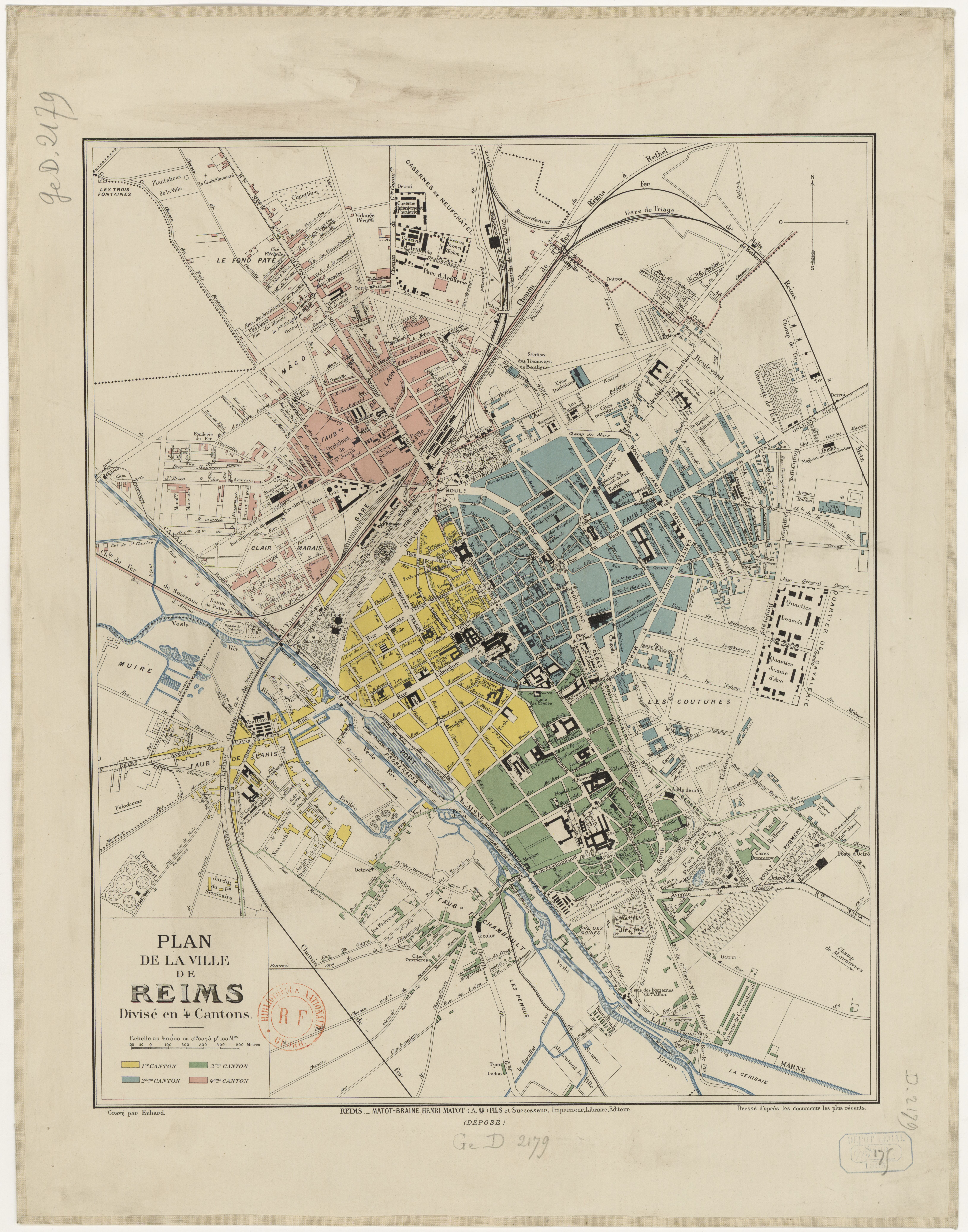
Division de Reims en 4 cantons.
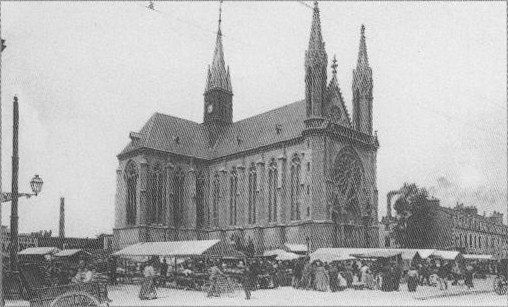
Vue depuis la place Saint-Thomas en 1912.

.